# Julia Hauser
Julia Hauser (Viena, 21 de febrero de 1994) es una deportista austríaca que compite en triatlón. En los Juegos Europeos de Cracovia 2023 consiguió una medalla de plata en la prueba individual.

## Palmarés internacional
| Juegos Europeos | Juegos Europeos    | Juegos Europeos  | Juegos Europeos |
| Año             | Lugar              | Medalla          | Prueba          |
| --------------- | ------------------ | ---------------- | --------------- |
| 2023            | Cracovia (Polonia) | Medalla de plata | Individual      |